# Palazzo Riviera
Il Palazzo Riviera è uno storico edificio di Sanremo in Italia.

## Storia
L'edificio, progettato dall'architetto Francesco Sappia, venne eretto nel 1903 per ospitare il nuovo Hotel Riviera Palace. Nel 1936, sotto l’amministrazione del podestà Guidi, nell'ambito dei lavori di ampliamento del corso Imperatrice l'edificio, insieme ad altre costruzioni lungo il corso, fu sottoposto a dei lavori per il suo arretramento, per una profondità complessiva di quattro metri e mezzo. Le nuove facciate vennero realizzate mantenendo grande fedeltà a quelle originarie.
Nel secondo dopoguerra l'edificio venne trasformato in un residence, per poi divenire nuovamente un albergo in tempi più recenti, ospitando oggi l'Hotel Lolli Palace.

## Descrizione
L'edificio presenta uno stile eclettico. Le facciate, riccamente decorate, sono caratterizzate da balconcini e bovindi.

## Galleria d'immagini

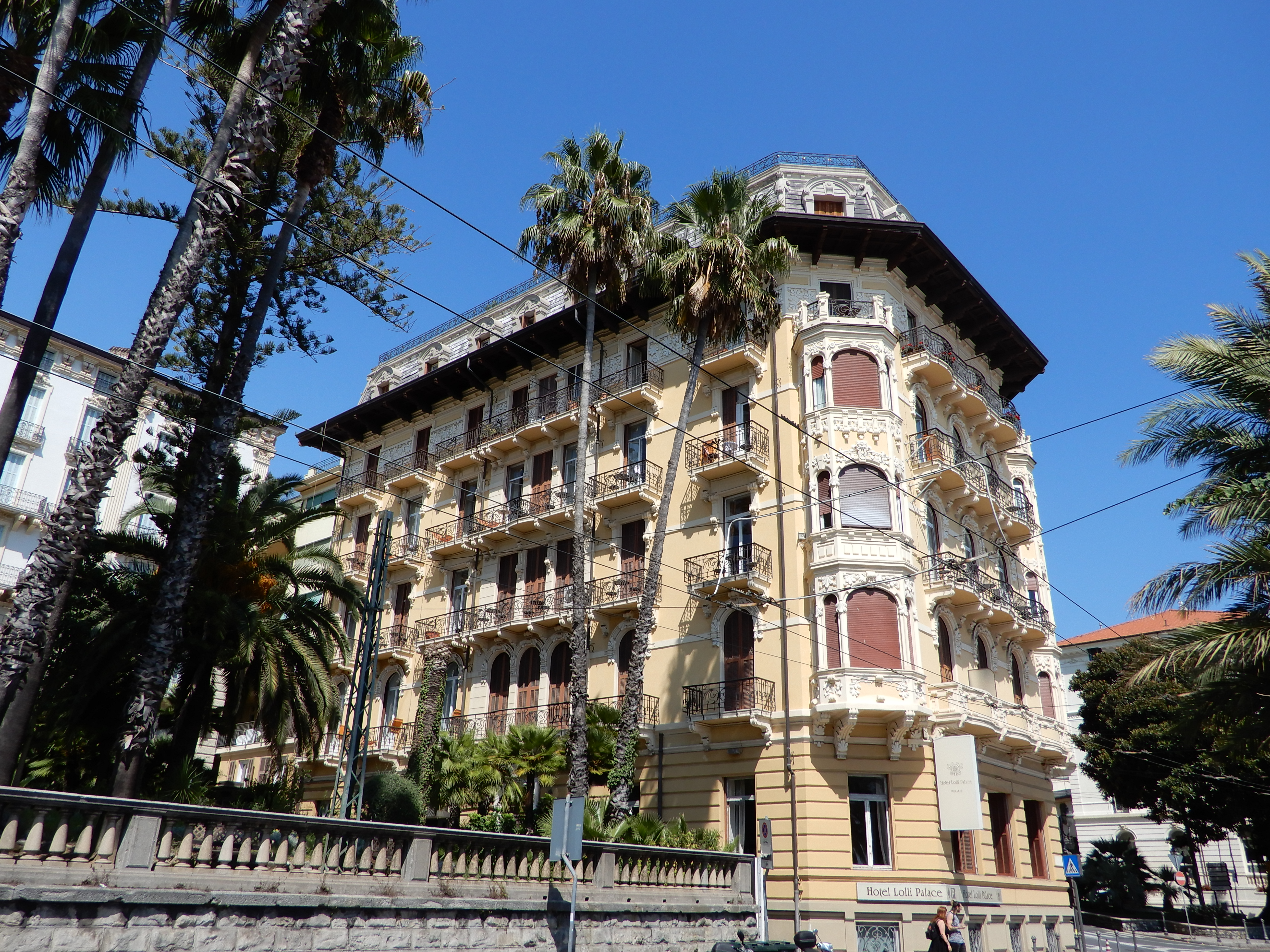
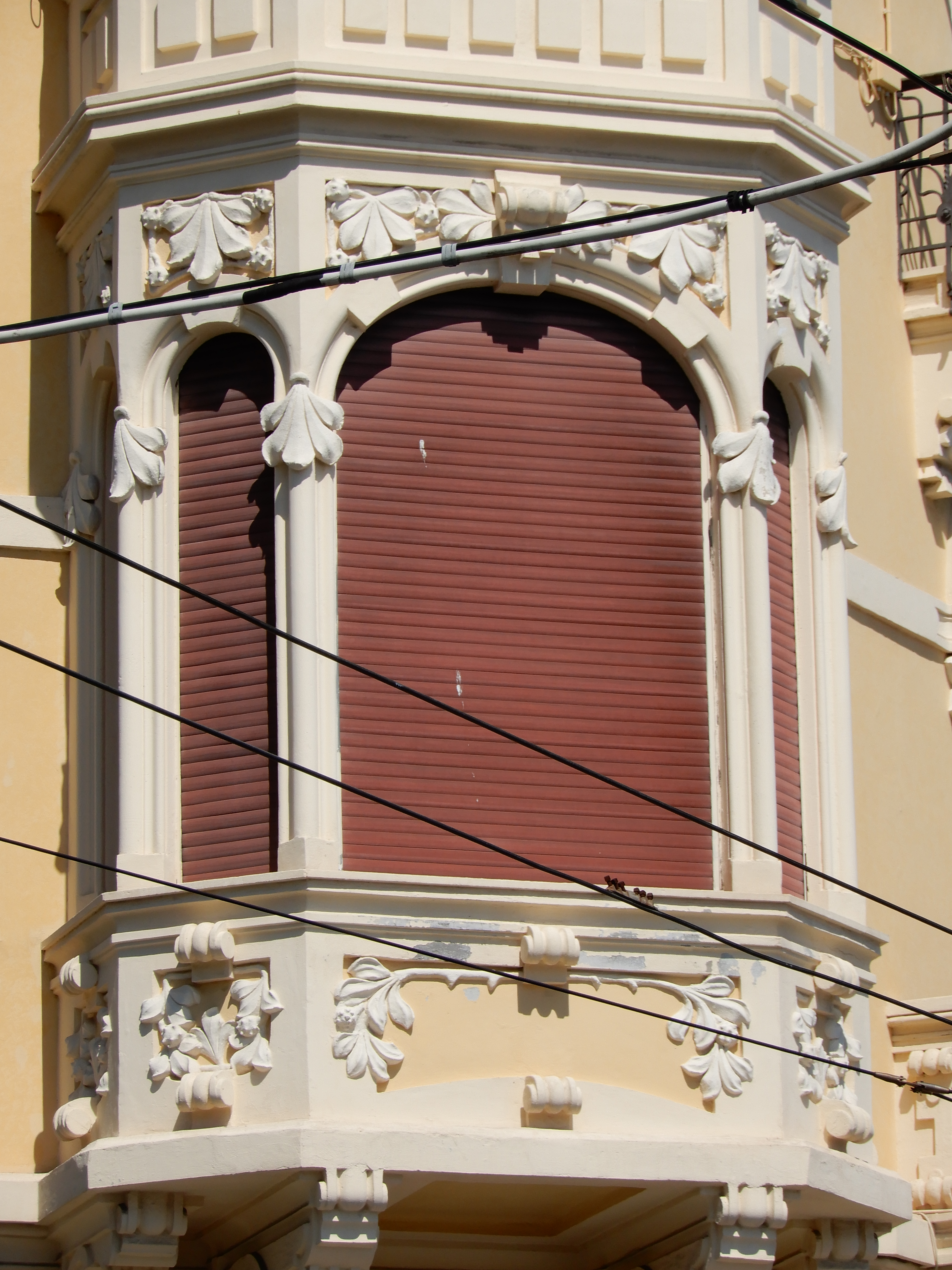
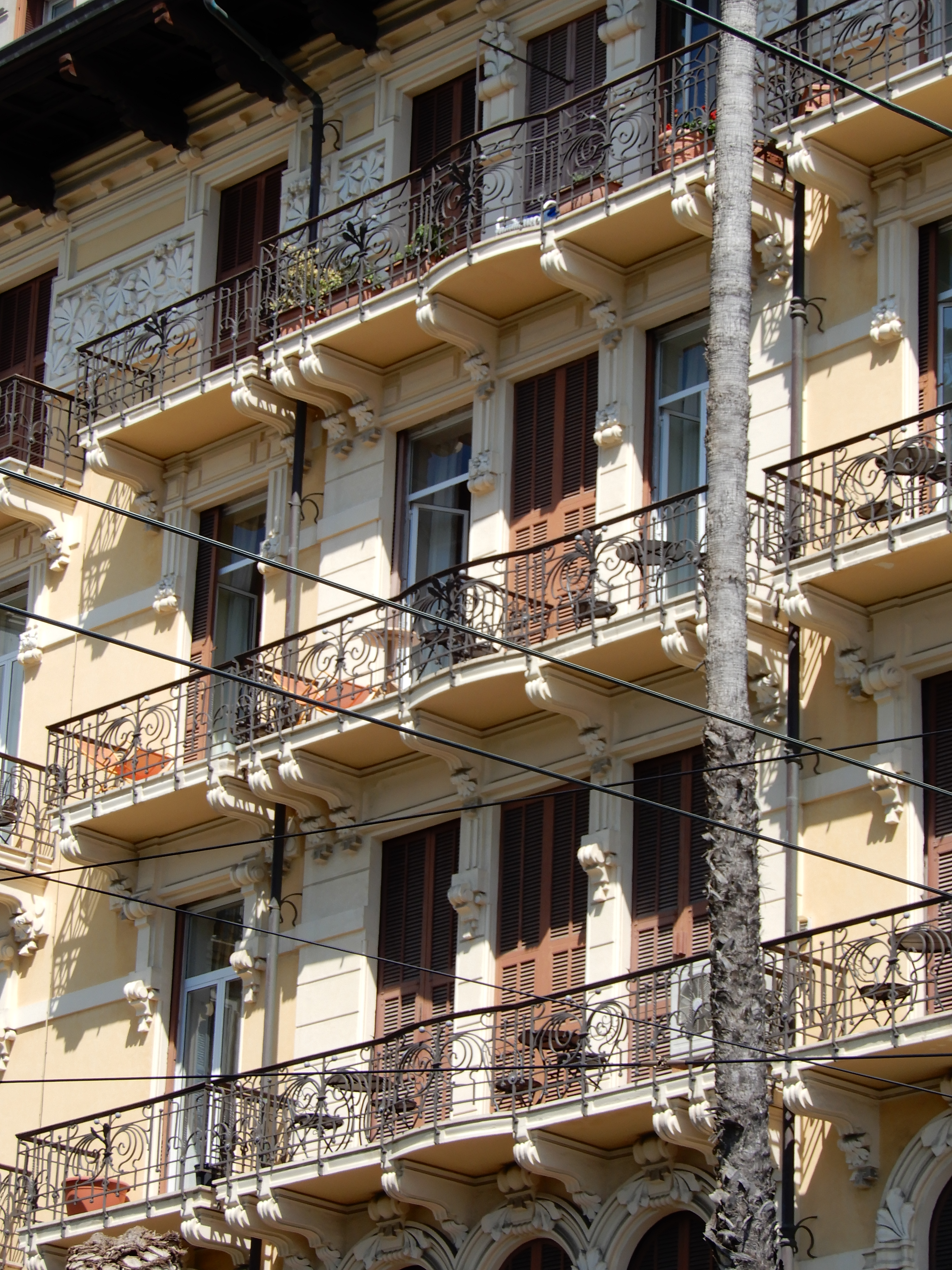